# قمبود لينسلي
قمبود لينسلي (الاسم العلمي: Campodea linsleyi) هو نوع من الحيوانات يتبع جنس القمبود من فصيلة القمابيد.